# N’drannouan
N’drannouan est un canton de Bouaké en Côte d'Ivoire. Il a pris le nom d'un ancien Royaume Baoulé. L'origine de son nom est "N'tran'wlê y nouan", « La limite de ma demeure ». Le canton N'drannouan a été le lieu de départ de tous les baoulés. C'est dans cette région que la Reine Poukou a été enterrée.